# Persomajärvi
Persomajärvi är en by i Hietaniemi socken i södra delen av Övertorneå kommun vid sjön med samma namn. Sjön ligger 87 meter över havet och har ytan 1,7 km². Persomajärvi, Riipijärvi, Penikkajärvi och Haukijärvi ligger som på ett pärlband där Persomajärvi är nordligast.
Persomajärvi by etablerades 1764.